# Kansas City Film Critics Circle Award/Bester ausländischer Film
Der Kansas City Film Critics Circle Award für den besten ausländischen Film ist ein jährlich verliehener Filmpreis des Kansas City Film Critics Circle.

## Preisträger

### 1990er
| Jahr | Sieger                                                        | Land/Länder       | Regisseure(e)      |
| ---- | ------------------------------------------------------------- | ----------------- | ------------------ |
| 1990 | Nuovo cinema Paradiso                                         | Italien           | Giuseppe Tornatore |
| 1991 | Europa Europa                                                 | Deutschland/Polen | Agnieszka Holland  |
| 1992 | Rote Laterne / 大红灯笼高高挂 / Da hong deng long gao gao gua | Hong Kong         | Zhang Yimou        |
| 1993 | Como agua para chocolate                                      | Mexiko            | Alfonso Arau       |
| 1994 | 飲食男女/Yin shi nan nu                                       | Taiwan            | Ang Lee            |
| 1995 | Il postino                                                    | Italien           | Michael Radford    |
| 1996 | Ridicule                                                      | Frankreich        | Patrice Leconte    |
| 1997 | ダンス? / Shall we dansu?                                     | Japan             | Masayuki Suo       |
| 1998 | La vita è bella                                               | Italien           | Roberto Benigni    |
| 1999 | Lola rennt                                                    | Deutschland       | Tom Tykwer         |

### 2000er
| Jahr | Sieger                                                       | Land           | Regisseure(e)       |
| ---- | ------------------------------------------------------------ | -------------- | ------------------- |
| 2000 | 臥虎藏龍 / Wo hu cang long                                   | Taiwan/China   | Ang Lee             |
| 2001 | Le fabuleux destin d'Amélie Poulain                          | Frankreich     | Jean-Pierre Jeunet  |
| 2002 | Italiensk for begyndere                                      | Dänemark       | Lone Scherfig       |
| 2003 | The Barbarian Invasions/Les invasions barbares               | Kanada         | Denys Arcand        |
| 2004 | Un long dimanche de fiançailles                              | Frankreich     | Jean-Pierre Jeunet  |
| 2005 | Der Untergang                                                | Deutschland    | Oliver Hirschbiegel |
| 2006 | 硫黄島からの手紙 Iōjima Kara no Tegami/Letters from Iwo Jima | Japan/USA      | Clint Eastwood      |
| 2007 | Le scaphandre et le papillon                                 | Frankreich/USA | Julian Schnabel     |
| 2008 | Låt den rätte komma in                                       | Schweden       | Tomas Alfredson     |
| 2009 | Gomorra                                                      | Italien        | Matteo Garrone      |

### 2010er
| Jahr | Sieger                                     | Land                              | Regisseure(e)       |
| ---- | ------------------------------------------ | --------------------------------- | ------------------- |
| 2010 | 마더 Madeo                                 | Südkorea                          | Bong Joon-ho        |
| 2011 | جدایی نادر از سیمین Jodái-e Náder az Simin | Iran                              | Asghar Farhadi      |
| 2012 | Liebe/Amour                                | Österreich/Frankreich/Deutschland | Michael Haneke      |
| 2013 | Blau ist eine warme Farbe (La vie d’Adèle) | Frankreich                        | Abdellatif Kechiche |
| 2014 | Ida                                        | Polen                             | Paweł Pawlikowski   |
| 2015 | Phoenix                                    | Deutschland                       |                     |

### Rekordhalter
| Länder      | Siege |
| ----------- | ----- |
| Frankreich  | 6     |
| Deutschland | 5     |
| Italien     | 4     |
| Japan       | 2     |
| USA         | 2     |
| Taiwan      | 2     |